# James Frazer

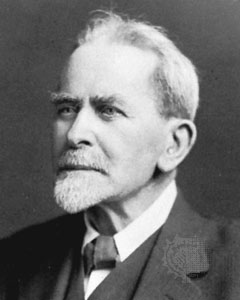
James George Frazer

James George Frazer (Glasgow, 1 januari 1854 – Cambridge, 7 mei 1941) was een Schotse antropoloog. Hij is een van de voorlopers van de moderne culturele antropologie.
Frazer begon zijn studies aan de universiteit van Glasgow. Nadien was hij een leerling van de antropoloog Edward Burnett Tylor (1832-1917) aan het Trinity College te Cambridge, waar hij klassieke talen had gestudeerd. Frazer doceerde bijna zijn hele leven te Cambridge.

Tylors beroemde Primitive Culture (1871) inspireerde Frazer. Hij bestudeerde de mythe van Diana en Verbius, de cultus van de gouden tak rond een boom, met een priester die enkel kon vervangen worden door een rivaal die hem doodde.

## The Golden Bough
Rond het begin van de 20e eeuw bestond er in de antropologie grote belangstelling voor de studie van magie en religie. Het meest invloedrijke werk werd Frazers The Golden Bough. A study in magic and religion, een monumentaal overzicht van gewoonten en gebruiken bij volkeren over de gehele wereld. Frazer beschreef de relatie tussen magie, wetenschap en religie in evolutionaire termen: magie was in de evolutie van de menselijke geest de eerste fase, en uiteindelijk zouden zowel magie als religie (gegroeid uit de 'fouten' van de magie) vervangen worden door wetenschap. Frazer probeerde zijn veelomvattende werk vooral in het licht van verbanden tussen die gewoonten en gebruiken te presenteren; en hoewel een aantal van de geboden inzichten thans niet meer wordt onderschreven, had The Golden Bough enorme invloed, ook buiten het vakgebied van de antropologie.
Het is overigens bij lange na niet Frazers enige werk; hij publiceerde zeer veel op zijn vakgebied, maar vertaalde ook de Oudgriekse auteur Pausanias (1898). Om The Golden Bough is hij echter beroemd gebleven.

## Aard van het werk
The Golden Bough (1890-1922) telde in de onverkorte versie ten slotte 12.000 bladzijden, werd vele malen en in vele vormen herdrukt, en is ook deels in het Nederlands vertaald als De gouden tak. Dit boek vormde lange tijd het basiswerk voor cultureel-antropologen. Het is van een hoog literair gehalte. Het werk accentueert, en suggereert, overeenkomsten en parallellen. Het is geordend volgens thema’s zoals weercontrole, en cyclische verschijnselen zoals landbouw, maar ook dood en (weder)opstanding: dood van de oude koning en komst van de nieuwe; dood en herrijzenis van goden, bijvoorbeeld die van de oogst.
De verbanden die in het werk worden gelegd, zijn van verschillende aard:
- thematisch: van vele verschijnselen wordt de cycliciteit benadrukt (het karakter van een kringloop), waardoor vaak verrassende verbanden aan de dag treden
- synchroon: verschijnselen in de ene cultuur worden vergeleken en in verband gebracht met verschijnselen elders, waardoor overeenkomsten tussen die verschijnselen worden gesuggereerd
- diachroon: van oorspronkelijk magisch/religieuze gebruiken worden survivals, overblijfselen in de eigentijdse cultuur aangegeven, en zo blijken oeroude gewoonten voort te leven in bijvoorbeeld kinderversjes, in de Amerikaanse "corn dollies", in traditionele vuren.

## Literaire en andere culturele weerklank

### Antropologie
The Golden Bough is naar zijn intentie een antropologisch werk, dat mythen, gebruiken en overleveringen over de gehele wereld beschrijft en overzichtelijk presenteert, en is tegelijkertijd zeer verzorgd geschreven, literair in de gunstige, ongedwongen zin van dat woord. Frazers blijvende invloed is wellicht groter op literair gebied dan op antropologisch, waar werk van latere antropologen als Bronisław Malinowski en Margaret Mead tot nieuwere opvattingen heeft geleid.

### Filosofie
Ook de Franse filosoof René Girard werd door het werk van Frazer geïnspireerd. Behalve op de literatuur heeft Girard zijn aandacht zich onder meer gericht op antropologie en het sacrale, en heeft hij zich onder meer met Claude Lévi-Strauss beziggehouden. Deze onderwerpen vormen raakvlakken met Frazers werk.